# Высокогорский горно-обогатительный комбинат
Высокого́рский го́рно-обогати́тельный комбина́т (ВГОК) — один из старейших в России производителей железорудного сырья. ОАО «Высокогорский ГОК» — старейшее горно-обогатительное предприятие Урала и одно из крупнейших горнодобывающих предприятий в регионе, входит в группу компаний НПРО «Урал». Осуществляет добычу и обогащение руд месторождений Высокогорской группы, Естюнинского и Гороблагодатского месторождений. Офис располагается в Нижнем Тагиле по адресу ул. Фрунзе, 17.

## История
4 марта 1702 Пётр I издал указ о передаче Невьянского завода Никите Демидову и строительстве завода на реке Тагил. В июле 1721 года началась добыча железной руды на Высокогорском месторождении. Высококачественные магнетиты содержали от 60 до 67 % железа, отличались низким содержанием вредных примесей, легкоплавкостью. Также руды содержали полезные компоненты в виде оксида марганца (до 2,84 %) и меди (от 0,1 до 0,2—0,8 %). Железо, приготовленное из чугуна, выплавленного из высокогорской руды, с клеймом «Старый Соболь» считалось одним из лучших и пользовалось большим спросом в Западной Европе и США.
8 октября 1722 года на Выйском заводе был получен первый чугун из высокогорской руды. В 1814 году началась добыча медных руд и малахита на Меднорудянском месторождении. В 1896 — построена железная дорога Нижний Тагил — Висимо-Уткинск.
В 1890 году на Высокогорском руднике было занято 718 рабочих, в 1901—1319 человек.
В конце XIX — начале XX века рудники подверглись реконструкции. В 1890-х годах руду стали вывозить в железнодорожных вагонах, стало применяться пневматическое бурение. С 1914 года на участке горы Высокой «Большая яма» откат руды и породы стал производиться в опрокидывавшихся вагонетках ёмкостью в 1 м³, а подъём их на поверхность — с помощью механического наклонного подъёмника. В 1914 году на рудниках комбината было добыто руды 234,2 тыс. тонн, в том числе: на Высокогорском руднике — 193,3 тыс. тонн, на Лебяжинском — 40,9 тыс. тонн.
В 1907 году на комбинате было впервые применено электричество, запущен паровой насос. В 1929 году появились первый паровой экскаватор и паровозы узкой колеи. Началась добыча руды на Лебяжинском месторождении.
Постановлением ЦК ВКП(б) от 15 мая 1930 «О работе Уралмета» Высокогорский рудник был определён в качестве главной сырьевой базы строившегося Новотагильского металлургического завода. В 1932 году на рудниках было занято 2300 рабочих. В 1933 году была введена в строй первая промывочная фабрика для обогащения глинистых руд. В 1942 году была построена аглофабрика для переработки сернистых руд, оставшихся после хищнической добычи в XVIII—XIX веках.
Добыча руды возросла с 418 тыс. тонн в 1932 году до 768,7 тыс. тонн в 1940 году. Особенно интенсивно рудники эксплуатировались в годы Великой Отечественной войны из-за оккупации металлургических центров в западных районах страны и необходимость снабжать сырьём оборонную промышленность. Добыча руды в военные годы составила (в тыс. тонн): 1941—1254,5; 1943—1354,4; 1944—1654,1; 1945—1585,2. 31 марта 1945 года рудник был награждён орденом Ленина.
В 1946 году началась подземная добыча руды на Высокогорском месторождении, в 1948 году — на Лебяжинском руднике. В 1957 году начал работу Соловьевогорский дунитовый карьер. В 1958 году был произведён первый лебяжинский агломерат. В июне 1990 года добыча руды в главном карьере горы Высокой была прекращена. В 1990 году добыто 4650 тыс. тонн руды, в том числе подземным способом 4362 тыс. тонн (93,8 %), открытым способом — 288 тыс. (6,2 %). С 1991 года вся руда добывается только подземным способом.
В 1993 предприятие было приватизировано, получено наименование Открытое акционерное общество «Высокогорский горно-обогатительный комбинат». До 2013 года комбинат входил в структуру ЕвразХолдинга. В 2013 году Высокогорский ГОК вошёл в состав группы компаний НПРО «Урал».

## Деятельность
Основная продукция предприятия — железная руда, концентрат мокрой магнитной сепарации, доменный агломерат, известняк, дунит, щебень, песчано-щебёночная смесь.
Добыча руды ведётся на трёх шахтах: Магнетитовой, Естюнинской и Эксплуатационной. Максимальная глубина разработки шахт в 1996 году составляла: Магнетитовой — 685 м, Эксплуатационной — 590 м, Естюнинской — до 1996—358 м, с 1996—418 м. В 1996 году всего было добыто 2790 тыс. тонн руды, в том числе на шахте Магнетитовая 1370 тыс. тонн (49,1 %), Естюнинская — 869 тыс. тонн (31,2 %), Эксплуатационная — 551 тыс. тонн (19,7 %).
Также с состав комбината входят Гальянский известняковый и Соловьевогорский дунитовый карьеры, в которых горные работы ведутся открытым способом.
Производство железорудного агломерата составило по годам (в тыс. тонн): 1990 — 5059; 1991 — 4306; 1992 — 3427; 1993—2856; 1994—1810; 1996—2520; 1998—2025.
Запасы руды на месторождении, разрабатываемом ГОКом, — 300 млн т. Производственные мощности комбината позволяют добывать около 4 млн тонн руды и производить более 3 млн тонн агломерата. В 2010 ВГОК произвёл 4202 тыс. тонн сырой руды (в том числе 3966 тыс. тонн руды подземной добычи), 1438 тыс. тонн собственной товарной руды, 959 тыс. тонн агломерата, 1100 тыс. тонн известняка, 531 тыс. тонн щебня.

### Инциденты
23 декабря 2009 года в 11.35 по московскому времени в шахте Естюнинская на горизонте минус 180 метров при транспортировке взрывчатых веществ на подземный склад произошёл взрыв, в результате которого погибли 9 горняков. В момент взрыва в шахте находилось 123 человека.

## Финансовые итоги
В 2010 выручка компании — 7 822 млн руб/, чистая прибыль 1 105 млн руб. Дивиденды по итогам работы общества не объявлялись и не выплачивались. После продажи предприятия НПО «Урал» за 20 млн долларов его финансовое положение резко ухудшилось, к концу 2016 года убытки достигли 437,7 млн руб.

## Основные потребители
- Нижнетагильский металлургический комбинат
- ЗСМК — Западно-Сибирский металлургический комбинат
- ЧМК — Челябинский металлургический комбинат